# Moidieu-Détourbe
 Moidieu-Détourbe  es una población y comuna francesa, en la región de Ródano-Alpes, departamento de Isère, en el distrito de Vienne y cantón de Vienne-Sud.

## Demografía
| 680 | 675 | 638 | 955 | 1158 | 1411 |
| Para los censos de 1962 a 1999 la población legal corresponde a la población sin duplicidades (Fuente: INSEE [Consultar]) |     |     |     |      |      |